# Katha nigropoda
Katha nigropoda — вид метеликів родини Ведмедиці (Arctiidae). Метелик зустрічається на північному сході Китаю та у Приморському краї Росії.